# Gmina Lemvig (1970–2006)
Gmina Lemvig (duń. Lemvig Kommune) – w latach 1970–2006 (włącznie) jedna z gmin w Danii w ówczesnym okręgu Ringkjøbing Amt. 
Siedzibą władz gminy było miasto Lemvig. 
Gmina Lemvig została utworzona 1 kwietnia 1970 na mocy reformy podziału administracyjnego Danii. Po kolejnej reformie w 2007 r. weszła w skład nowej gminy Lemvig.

## Dane liczbowe
- Liczba ludności: (♀ 9124 + ♂ 8946) = 18 070
  - wiek 0-6: 8,3%
  - wiek 7-16: 14,3%
  - wiek 17-66: 62,1%
  - wiek 67+: 15,2%
- zagęszczenie ludności: 38,9 osób/km²
- bezrobocie: 3,5% osób w wieku 17-66 lat
- cudzoziemcy z UE, Skandynawii i USA: 109 na 10 000 osób
- cudzoziemcy z krajów Trzeciego Świata: 153 na 10 000 osób
- liczba szkół podstawowych: 11 (liczba klas: 123)